# Spitalskirche (Innsbruck)

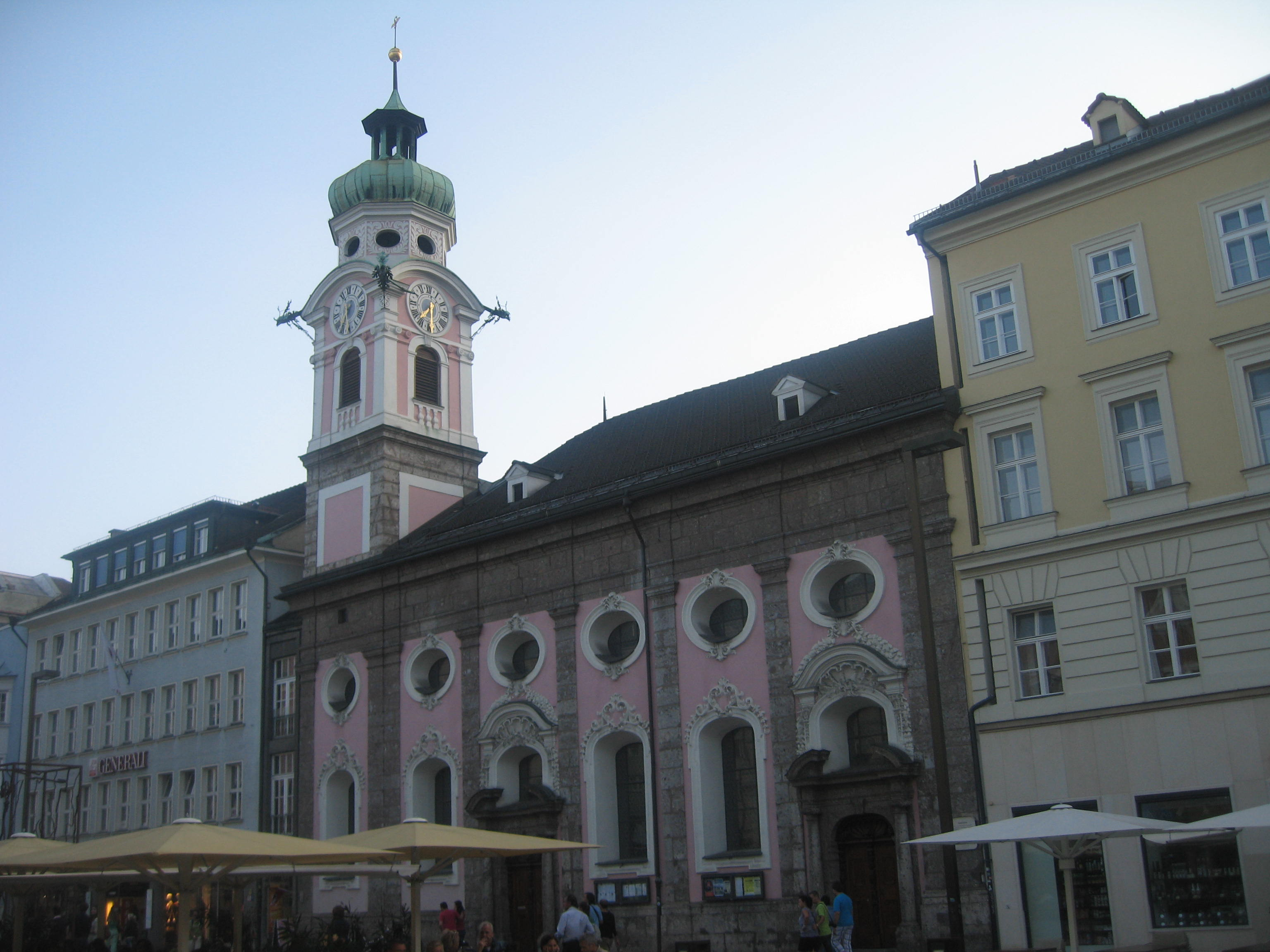
Spitalskirche din Innsbruck

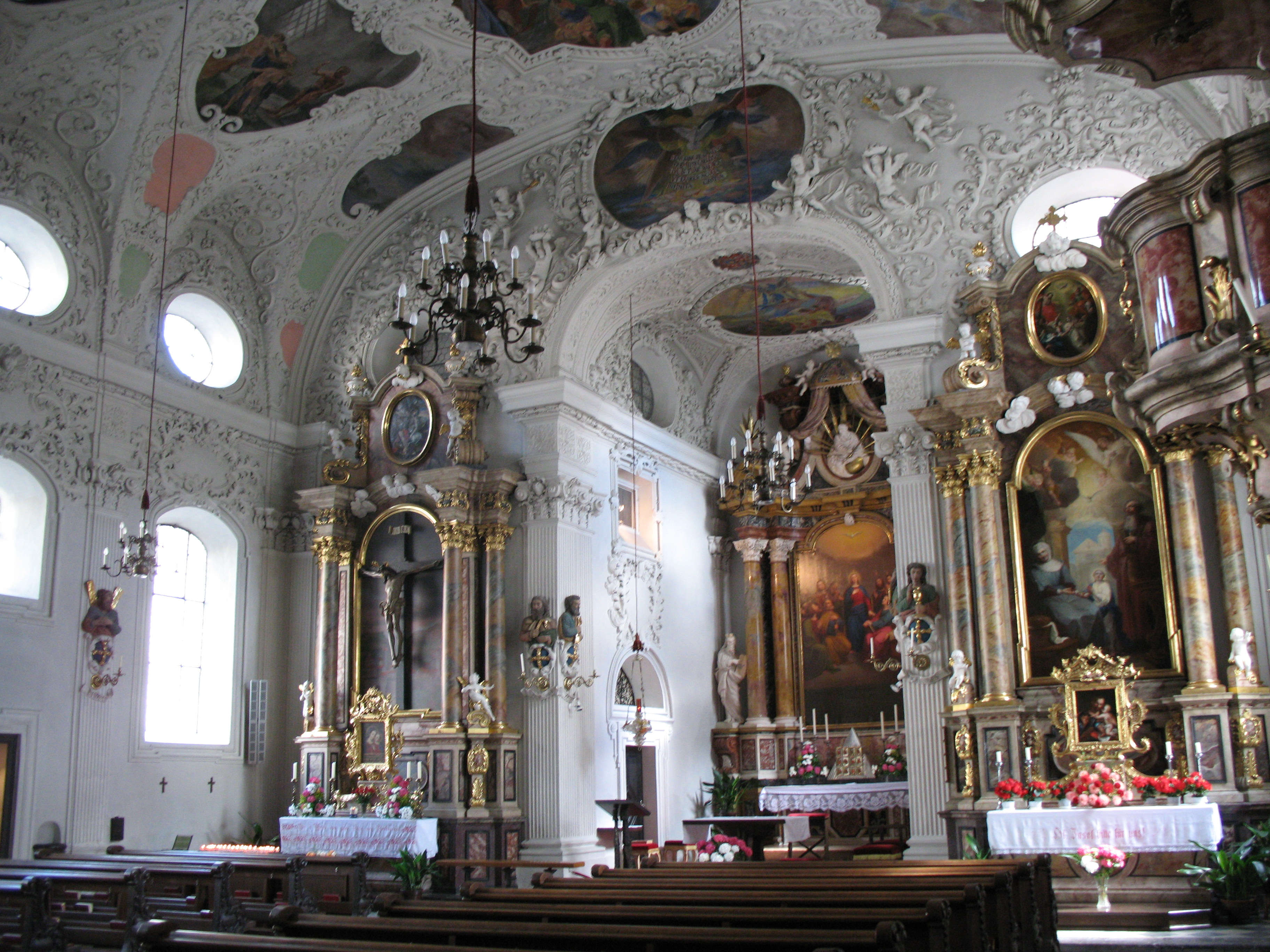
Imagine din interior

Biserica Sfântul Duh din Innsbruck, cunoscută și ca Biserica spitalului, (în germană Spitalskirche zum Heiligen Geist) este un lăcaș de cult romano-catolic situat pe Maria-Theresien-Straße, în centrul orașului Innsbruck.
Încă din anul 1326 este menționat un spital orășenesc la Innsbruck, din cauza riscului de infecție cu bolile care îi afectau pe oamenii din afara zidurilor orașului. Spitalul în sine a fost mutat în 1888 în locația sa actuală.
Biserica a fost construită începând din 1700 după planurile lui Johann Martin Gumpp cel Bătrân pentru a înlocui o clădire mai veche în stil gotic. Cele două portaluri au uși sculptate, interiorul fiind caracterizat prin numeroase decorațiuni din stuc. Frescele au fost repictate după bombardamentele din cel de-al doilea război mondial. În altarul principal confecționat în 1705 se află integrat un crucifix gotic (datând de prin anul 1500).

## Imagini

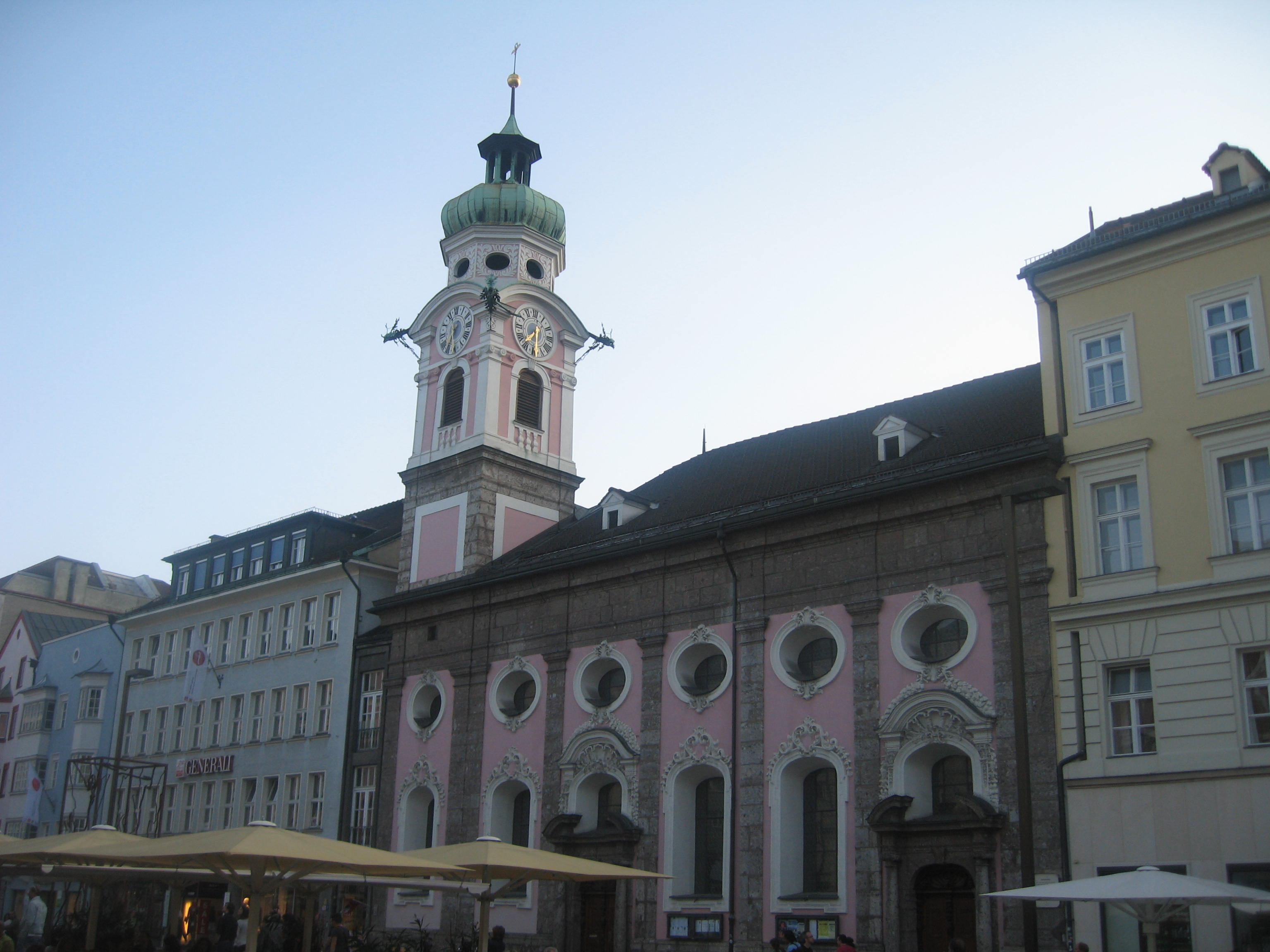
Spitalskirche
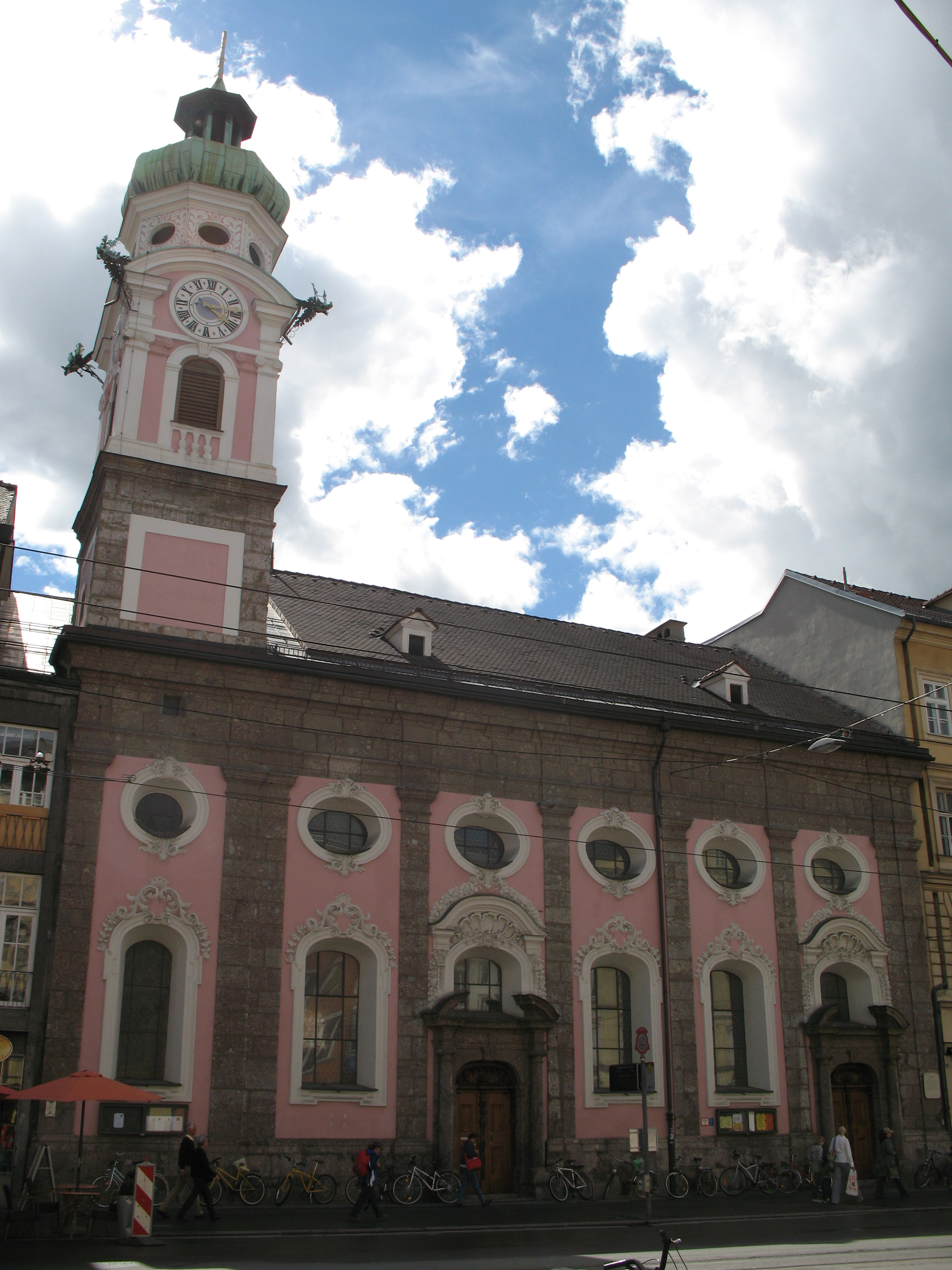
Spitalskirche